# Château de La Grange-aux-Ormes
 (mai 2012).
Si vous disposez d'ouvrages ou d'articles de référence ou si vous connaissez des sites web de qualité traitant du thème abordé ici, merci de compléter l'article en donnant les références utiles à sa vérifiabilité et en les liant à la section « Notes et références ».
Le château du Domaine de La Grange-aux-Ormes est un ancien domaine seigneurial du pays messin, situé à Marly.

## Géographie
Le domaine de La Granges-aux-Ormes est situé au lieu-dit Genestoy sur le plateau de Frescaty. Il se trouve sur le territoire de la commune de Marly, au nord, et au sud de Metz, avec la Seille qui longe ce dernier pour finalement le traverser.
L'actuel château — construit durant la première partie du XVIIIe siècle — est situé à l'extrémité d'une longue allée; il était auparavant entouré de plusieurs bâtiments ayant abrité les activités liées à la vie du propriétaire.

## Histoire
Un premier château est construit en 1187 par les religieux de Notre-Dame-aux-Champs[Quoi ?] et de Saint-Symphorien de Metz. Les comtes de Bar le vendent pour 300 deniers à M. Collignon qui, en 1322, se reconnaît vassal du comte de Bar. En 1404, la famille de Vry l'achète puis le vend en 1409 au chapitre de la cathédrale de Metz. Il passe ensuite dans les mains de la famille d'Apremont qui le donne en gage à des aristocrates messins comme, en 1436, les Gournay, et on y signale la venue d'une femme, prétendant être Jeanne, le 20 mai 1436. Le 12 octobre 1444, les Messins menacés par les troupes de Charles VII, incendient de façon préventive La Grange-aux-Ormes "pour le doute que les écorcheurs ne se tapissent dedans" .
En 1500, il est vendu aux Chauvrain, puis en 1586 Claude d'Apremont vend le château aux Gronnaix et les acquéreurs se succèdent : Jehan de Travald ; vers 1600, Mathurin Chauveau ainsi que le chapitre de la cathédrale jusqu'en 1611 ; en 1614, Jacques Loys, avocat au parlement de Paris,, ; en 1661, Jean de Cherisey seigneur du lieu puis ses filles Jeanne et Nicolle en 1681 ; en 1709, M. Le Goullon le vend à Mgr Coislin, évêque de Metz, qui en fait son palais épiscopal.
La famille Saint-Hélier l'achète en 1728 et le curé de Marly, Chandellier, déclare le 22 juillet 1768 « la chapelle de La Grange-aux-Ormes de notre paroisse est en bon état et décemment ornée pour y célébrer la sainte messe ».
En 1785, il est la propriété des comtes d'Ourches puis, par héritage, des vicomtes de Nettancourt. Le château entrera par la suite dans la famille de Clermont-Tonnerre. La duchesse le met à la disposition du petit séminaire de Montigny-lès-Metz. Vendu en 1923 à Hyacinthe Bogenez, ce dernier y installe son exploitation agricole jusqu'en 1963 : pommes de terre, pois, blé, seigle, orge, betteraves, œufs, lait, élevage bovin et vente de chevaux. Depuis, un enclos est réservé aux daims.
Le bois adjacent est transformé dans les années 1960 en lotissements résidentiels par la construction de plusieurs clos (La Grange-aux-Ormes, en 1972 ; le Clos des Lilas puis, en 1980, le Clos des Acacias).
Le parc à l'arrière du château abrite un golf depuis 1991. Les dépendances ont été aménagées en club-house et restaurant.

## Jeanne des Armoises
Le 20 mai 1436, une dame fut reçue au château de La Grange-aux-Ormes par la famille de Gournay. Elle prétendait être Jeanne la Pucelle et ne pas avoir été brûlée à Rouen. Pierre d'Arc, chevalier, et Jean d'Arc, écuyer, vinrent de Vaucouleurs pour la saluer.
Les deux frères la reconnurent formellement et furent heureux de voir qu'elle n'avait pas été mise à mort. Après qu'elle eut reçu de nombreuses visites des notabilités messines et de magnifiques présents, ils l'emmenèrent à Vaucouleurs. Devant ses admirateurs, la jeune guerrière monta à cheval et se révéla être une écuyère consommée. Elle confia à Nicolle Louve[Qui ?] des choses qui prouvaient bien qu'elle était Jeanne.
Elle fut si bien accueillie à Metz qu'elle y revint pour la Pentecôte et passa trois semaines à Marieulles chez Jean Renal avant de se rendre à Arlon, Cologne, et à nouveau à Arlon, où elle épousa Robert des Armoises, chevalier.
Le couple s'installa ensuite à Metz, devant Sainte-Ségolène. Le chroniqueur Jacomin Husson affirme que c'était bien la Pucelle d'Orléans tandis que Philippe de Vigneulles est sceptique :« Et en celle meism année, avint une nouvelleté d'une qui se veult contrefaire pour une autre ».

## Golf de La Grange-aux-Ormes
Le golf de La Grange-aux-Ormes, dont l'architecte a été Philippe Gourdon, étire ses 27 trous sur un terrain boisé et vallonné de 100 hectares. « Le bois brûlé », un 18 trous de 6 194 mètres avec un par 72, permet une partie variée, compilant toutes les situations de jeu imaginables : succession de trous longs et courts, nombreux plans d’eau, fairways en pente… La gamme de coups du joueur sera mise à l’épreuve, pour un défi technique relevé, où les frappeurs ne seront pas en reste. Plus ramassés, les 9 trous du « Breuil » (2 001 mètres, par 31) conviennent davantage aux débutants et aux joueurs désireux de travailler leur jeu d’approche. 
Depuis plusieurs années, le golf accueille un tour de l'Alps Tour, 3e division européenne, et organise donc l'Open international de la mirabelle d'or. Ce golf dispose un excellent drainage permettant de jouer toute l'année et un practice sur eau.
Un restaurant situé dans les dépendances du château, permet de déguster une cuisine traditionnelle revisitée, élaborée avec des produits du marché. Il propose également la possibilité d'organiser des séminaires, des mariages et autres évènements.